# キツツキ目
キツツキ目（キツツキもく、Piciformes）は、鳥綱に分類される目。

## 分類
オオガシラ科とキリハシ科で、Galbuliformes目を構成する説もあった。
以下の分類は、IOC World Bird List(v11.2)に従う。和名は山崎・亀谷(2019)に従う。
- オオガシラ科 Bucconidae
- アメリカゴシキドリ科 Capitonidae
- キリハシ科 Galbulidae
- ミツオシエ科 Indicatoridae
- アフリカゴシキドリ科 Lybiidae
- ゴシキドリ科 Megalaimidae
- キツツキ科 Picidae
- オオハシ科 Ramphastidae
- オオハシゴシキドリ科 Semnornithidae